# Monte Brown

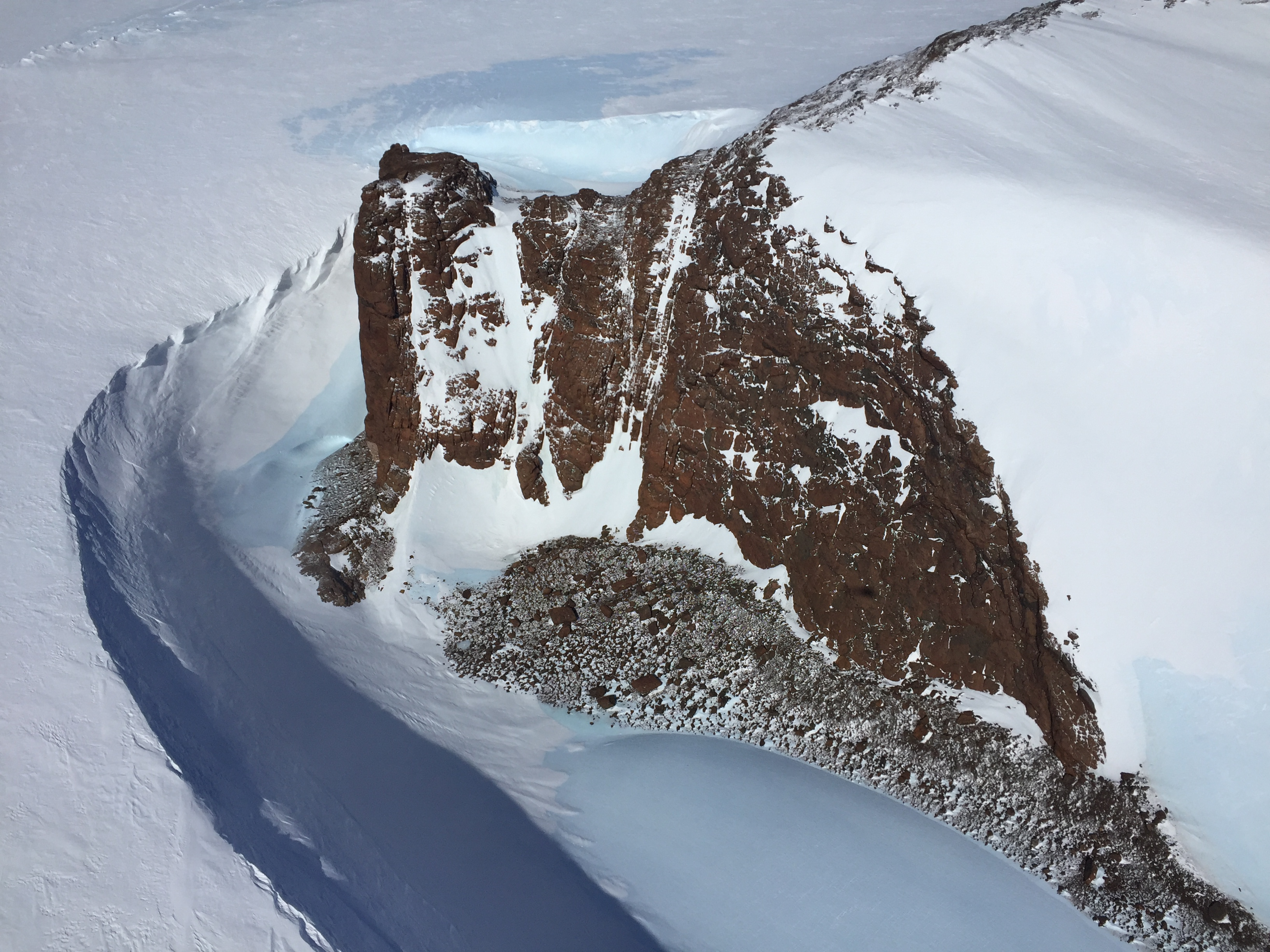

El monte Brown (68°18′S 86°25′E / -68.300, 86.417) es un pico de roca alargado que sobresale un poco por sobre el hielo continental en la Antártida.
Se encuentra ubicado a 260 km al este de las colinas Vestfold y 160 km al sursudoeste del cabo Penck. Fue incorporado a mapas a partir de fotografías aéreas tomadas durante la Operación Highjump (1946–47), y fue nombrado por el Advisory Committee on Antarctic Names en honor al teniente Eduardo P. Brown, de la U.S. Navy, que fue el oficial encargado de fotografía del Grupo Occidental de la expedición.